# Wild Animals
Pour plus de détails, voir Fiche technique et Distribution.
Wild Animals (야생동물 보호구역, Yasaeng dongmul bohoguyeong) est un film sud-coréen réalisé par Kim Ki-duk, sorti en 1997. C'est le deuxième film du réalisateur.

## Synopsis
Deux immigrants clandestins vivent à Paris, un ancien soldat de Corée du Nord, Cheong-hae, et un peintre de rue, Hong-san, venant du Sud. Cheong-hae est une force de la nature et, moralement, d'une grande droiture. Hong-san, tout au contraire, est totalement immoral, et on le voit enchaîner traîtrise sur traîtrise. Seul des deux à parler un peu de français, il entraîne son compagnon à travailler pour la mafia...

## Fiche technique
- Titre : Wild Animals
- Titre original : 야생동물 보호구역 (Yasaeng dongmul bohoguyeok)
- Réalisation : Kim Ki-duk
- Scénario : Kim Ki-duk
- Production : Ki-yeong Kwon et Kwang-su Park
- Musique : In-gu Kang et Jin-ha Oh
- Photographie : Jeong-min Seo
- Montage : Seon-deok Park
- Pays d'origine :  Corée du Sud
- Langue : coréen, français
- Format : couleur — 1,85:1 — Dolby Digital — 35 mm
- Genre : drame
- Durée : 105 minutes
- Dates de sortie :
  - Corée du Sud : 25 octobre 1997
  - France : 13 mars 2004 (Festival du film asiatique de Deauville)

## Distribution
- Jo Jae-hyeon : Cheong-hae
- Jang Dong-jik : Hong-san
- Ryung Jang : Laura
- Sasha Rucavina : Corrine
- Richard Bohringer : Boss
- Denis Lavant : Émile
- Laurent Buro : Pare